# Matas (Vorname)
Matas ist der litauische männliche Vorname, abgeleitet vom hebräischen männlichen Vornamen Matitjahu. 

## Ableitungen
- Mataušas
- Matijošaitis
- Matonis
- Matulaitis
- Matulevičius
- Matulis

## Personen
- Matas Cimbolas (* 1993),  Pokerspieler
- Matas Vytautas Gutauskas (* 1937),  Ingenieur und Werkstoffwissenschaftler, Professor für Leichtindustrie
- Matas Maldeikis (* 1980), konservativer Politiker, Seimas-Mitglied
- Matas Mickis (1896–1960), Agronom, Professor und Politiker
- Matas Narmontas (* 1991),  Schachspieler
- Matas Skamarakas (* 1988), Politiker, Seimas-Mitglied und Vizebürgermeister von Raseiniai